# Cerro de la Cugula
El cerro de la Cugula (la Cogula en catalán) es una montaña de 406 metros situada en el municipio tarraconense de Ulldecona, en la comarca del Montsiá. El cerro pertenece a una pequeña estribación de orientación sur de la Sierra del Montsiá. En su cima se encuentra el vértice geodésico número 54704 denominado "Cugula" y construido en 1983.

## Toponimia
El nombre en catalán de este cerro es Cogula, siendo Cugula una adaptación al castellano de su pronunciación. Esta adaptación tiene como referencia el topónimo oficial utilizado por la Red de Vértices Geodésicos de la Subdirección General de Astronomía y Geodesia del Ministerio de Transportes y Movilidad Sostenible del Gobierno de España.

## Ascenso
El ascenso es relativamente simple y rápido. Para encarar la subida es necesario acceder a la pista forestal desde el polígono industrial de Valldepins (en el término municipal de Ulldecona) siguiendo las indicaciones de la TP-3318. Una vez en la pista, la caminata transcurre a lo largo de toda ella durante unos 2.500 metros hasta la cima de la montaña. En total, 5km de subida y bajada con unos 300m de desnivel positivo.

## Peculiaridades
En la parte superior de la Cugula perdura un asentamiento de la Edad del Hierro destruido, en parte, debido a la construcción del propio camino de acceso a la cima.
Esta cima está incluida en la lista de las "100 cimas" de la FEEC, una lista que busca poner en valor los principales picos de la Comunidad Autónoma de Cataluña. 